# Valerian Bakradze
Valerian Minajevič Bakradze (gruzínsky: ვალერიან ბაქრაძე; rusky: Валериан Минаыевич Бакрадзе) (1901 - 1971) byl gruzínský komunistický politik, dvakrát předseda vlády Gruzínské SSR. Jeho manželkou byla Nina z šlechtického rodu Bagrationi-Mučraneli (1899 - 1986)

## Život
V průběhu stalinských čistek, když byl ze své pozice odstraněn Levan Suchišvili, byl jmenován předsedou Rady lidových komisařů Gruzínské SSR a funkci vykonával od roku 1937 až do prosince 1946. 15. dubna 1946 byla jeho funkce přejmenována na Předsedu Rady ministrů. Koncem roku však svůj mandát složil.
V roce 1953 se však do čela vlády dostal znovu, když v Gruzii proběhla během let 1952 - 1953 další „Velká čistka“, jejímž výsledkem pod vedením nového prvního tajemníka gruzínské komunistické strany Akakiho Mgeladzeho bylo v dubnu 1952 odstranění jak Zacharije Čchubianišviliho z postu předsedy Rady ministrů Gruzínské SSR, kterému dělal Bakradze místopředsedu, tak jeho nástupce Zacharije Kecchoveliho v dubnu 1953 a nakonec i jeho samého v tutéž dobu (viz Mingrelský případ). Tyto změny pak umožnily bývalému gruzínskému stranickému vůdci Lavrentijovi Berijovi, proslulému hlavně díky jeho způsobům odstraňování svých odpůrců, zreorganizovat vedení Gruzie tak, jak potřeboval, aby byli do svých postů znovu dosazeni Berijovi chráněnci (Baramija, Zodelava a Rapava), kteří byli rok předtím během již zmiňovaných Mgeladzeho čistek ze svých postů také odstraněni. K tomu si Berija vybral právě Bakradzeho, který splnil Berijovo přání a prohlásil o nich, že „byli vždy loajální vůči sovětské společnosti“ a že byli v případě obvinění z trestných činů usvědčeni na základě falešných důkazů.
Funkci vykonával tentokrát jen krátce, a to od 16. dubna do 20. září 1953. Během té doby zemřel Stalin a Lavrentij Berija byl na popud nového sovětského vůdce Nikity Chruščova zatčen. Bakradze se pak soustředil hlavně na udržení svého místa předsedy Rady ministrů, protože byl teď jako Berijův chráněnec nepohodlný, a rychle se chtěl přidat k Chruščovovým „revizionistům“, kteří vyšetřovali údajné Berijovy zločiny, ale neuspěl. 20. září byl s hanbou odvolán z funkce předsedy Rady ministrů Gruzínské SSR a nahrazen Givim Džavachišvilim.

## Stranické funkce
- Od 1921 člen VKS(b)
- - 20.9.1953 - člen ÚV KS Gruzie
- - 20.9.1953 - člen byra ÚV KS Gruzie
- 1934 - 1937 - 2. tajemník ÚV KS Gruzie
- 21.3.1939 - 2.3.1954 - kandidát ÚV VKS(b)-KSSS

## Státní funkce
- 9. července 1937 - prosinec 1946 - předseda Rady lidových komisařů (od 15. března 1946 Rady ministrů) Gruzínské SSR
- 1947 - 1952 - náměstek předsedy rady ministrů a ministr potravinářského průmyslu Gruzínské SSR
- 1952 - 16.4.1953 - 1. náměstek předsedy rady ministrů Gruzínské SSR
- 16.4 - 20.9.1953 - předseda Rady ministrů Gruzínské SSR
- 1953 - 1954 - ministr lehkého a potravinářského průmyslu Gruzínské SSR